# Eleições legislativas portuguesas de 1985 no distrito de Santarém
| Eleições legislativas portuguesas de 1985 Distritos: Aveiro \| Beja \| Braga \| Bragança \| Castelo Branco \| Coimbra \| Évora \| Faro \| Guarda \| Leiria \| Lisboa \| Portalegre \| Porto \| Santarém \| Setúbal \| Viana do Castelo \| Vila Real \| Viseu \| Açores \| Madeira \| Estrangeiro |

## Resultados por Concelho
Os resultados nos concelhos do Distrito de Santarém foram os seguintes:

### Abrantes
| Partido                 | Partido                           | Votos  | %               | +/-   |
| ----------------------- | --------------------------------- | ------ | --------------- | ----- |
|                         | Partido Renovador Democrático     | 9 229  | 31,70 / 100,00  | Novo  |
|                         | Partido Social Democrata          | 5 978  | 20,53 / 100,00  | 1,83  |
|                         | Partido Socialista                | 5 252  | 18,04 / 100,00  | 27,01 |
|                         | Aliança Povo Unido                | 4 466  | 15,34 / 100,00  | 4,40  |
|                         | Centro Democrático e Social       | 2 005  | 6,89 / 100,00   | 0,91  |
|                         | União Democrática Popular         | 515    | 1,77 / 100,00   | 0,11  |
|                         | Partido Socialista Revolucionário | 315    | 1,08 / 100,00   | 0,46  |
|                         | Outros                            | 531    | 1,82 / 100,00   |       |
| Votos Inválidos         | Votos Inválidos                   | 827    | 2,84 / 100,00   | 0,69  |
| Total                   | Total                             | 29 118 | 100,00 / 100,00 |       |
| Eleitorado/Participação | Eleitorado/Participação           | 38 174 | 75,21 / 100,00  | 1,31  |

### Alcanena
| Partido                 | Partido                       | Votos  | %               | +/-   |
| ----------------------- | ----------------------------- | ------ | --------------- | ----- |
|                         | Partido Social Democrata      | 2 636  | 29,09 / 100,00  | 3,29  |
|                         | Partido Socialista            | 2 226  | 24,56 / 100,00  | 14,15 |
|                         | Aliança Povo Unido            | 1 322  | 14,59 / 100,00  | 1,56  |
|                         | Partido Renovador Democrático | 1 258  | 13,88 / 100,00  | Novo  |
|                         | Centro Democrático e Social   | 1 105  | 12,19 / 100,00  | 1,38  |
|                         | Outros                        | 275    | 3,03 / 100,00   |       |
| Votos Inválidos         | Votos Inválidos               | 240    | 2,65 / 100,00   | 0,09  |
| Total                   | Total                         | 9 062  | 100,00 / 100,00 |       |
| Eleitorado/Participação | Eleitorado/Participação       | 11 430 | 79,28 / 100,00  | 2,11  |

### Almeirim
| Partido                 | Partido                       | Votos  | %               | +/-   |
| ----------------------- | ----------------------------- | ------ | --------------- | ----- |
|                         | Partido Renovador Democrático | 3 968  | 30,47 / 100,00  | Novo  |
|                         | Aliança Povo Unido            | 2 835  | 21,77 / 100,00  | 3,82  |
|                         | Partido Social Democrata      | 2 713  | 20,84 / 100,00  | 3,19  |
|                         | Partido Socialista            | 2 436  | 18,71 / 100,00  | 26,87 |
|                         | Centro Democrático e Social   | 502    | 3,86 / 100,00   | 2,04  |
|                         | Outros                        | 314    | 2,42 / 100,00   |       |
| Votos Inválidos         | Votos Inválidos               | 253    | 1,94 / 100,00   | 0,58  |
| Total                   | Total                         | 13 021 | 100,00 / 100,00 |       |
| Eleitorado/Participação | Eleitorado/Participação       | 16 568 | 78,59 / 100,00  | 3,21  |

### Alpiarça
| Partido                 | Partido                       | Votos | %               | +/-   |
| ----------------------- | ----------------------------- | ----- | --------------- | ----- |
|                         | Aliança Povo Unido            | 3 039 | 55,80 / 100,00  | 3,77  |
|                         | Partido Renovador Democrático | 835   | 15,33 / 100,00  | Novo  |
|                         | Partido Socialista            | 625   | 11,48 / 100,00  | 10,21 |
|                         | Partido Social Democrata      | 521   | 9,57 / 100,00   | 0,86  |
|                         | Centro Democrático e Social   | 128   | 2,35 / 100,00   | 0,62  |
|                         | União Democrática Popular     | 89    | 1,63 / 100,00   | 0,02  |
|                         | Outros                        | 115   | 2,11 / 100,00   |       |
| Votos Inválidos         | Votos Inválidos               | 94    | 1,73 / 100,00   | 1,30  |
| Total                   | Total                         | 5 446 | 100,00 / 100,00 |       |
| Eleitorado/Participação | Eleitorado/Participação       | 6 629 | 82,15 / 100,00  | 1,45  |

### Benavente
| Partido                 | Partido                           | Votos  | %               | +/-   |
| ----------------------- | --------------------------------- | ------ | --------------- | ----- |
|                         | Aliança Povo Unido                | 3 752  | 37,97 / 100,00  | 6,90  |
|                         | Partido Renovador Democrático     | 1 915  | 19,38 / 100,00  | Novo  |
|                         | Partido Socialista                | 1 736  | 17,57 / 100,00  | 12,28 |
|                         | Partido Social Democrata          | 1 489  | 15,07 / 100,00  | 2,06  |
|                         | Centro Democrático e Social       | 398    | 4,03 / 100,00   | 1,43  |
|                         | União Democrática Popular         | 165    | 1,67 / 100,00   | 0,38  |
|                         | Partido Socialista Revolucionário | 102    | 1,03 / 100,00   | 0,27  |
|                         | Outros                            | 145    | 1,47 / 100,00   |       |
| Votos Inválidos         | Votos Inválidos                   | 180    | 1,82 / 100,00   | 0,75  |
| Total                   | Total                             | 9 882  | 100,00 / 100,00 |       |
| Eleitorado/Participação | Eleitorado/Participação           | 12 409 | 79,64 / 100,00  | 0,14  |

### Cartaxo
| Partido                 | Partido                       | Votos  | %               | +/-   |
| ----------------------- | ----------------------------- | ------ | --------------- | ----- |
|                         | Partido Renovador Democrático | 4 513  | 33,30 / 100,00  | Novo  |
|                         | Partido Socialista            | 2 765  | 20,40 / 100,00  | 30,30 |
|                         | Aliança Povo Unido            | 2 533  | 18,69 / 100,00  | 4,24  |
|                         | Partido Social Democrata      | 2 422  | 17,87 / 100,00  | 3,17  |
|                         | Centro Democrático e Social   | 456    | 3,36 / 100,00   | 1,26  |
|                         | União Democrática Popular     | 173    | 1,28 / 100,00   | 0,02  |
|                         | Outros                        | 345    | 2,53 / 100,00   |       |
| Votos Inválidos         | Votos Inválidos               | 345    | 2,54 / 100,00   | 0,62  |
| Total                   | Total                         | 13 552 | 100,00 / 100,00 |       |
| Eleitorado/Participação | Eleitorado/Participação       | 17 401 | 77,88 / 100,00  | 2,11  |

### Chamusca
| Partido                 | Partido                           | Votos  | %               | +/-   |
| ----------------------- | --------------------------------- | ------ | --------------- | ----- |
|                         | Aliança Povo Unido                | 2 525  | 31,44 / 100,00  | 4,98  |
|                         | Partido Renovador Democrático     | 2 092  | 26,05 / 100,00  | Novo  |
|                         | Partido Socialista                | 1 415  | 17,62 / 100,00  | 20,74 |
|                         | Partido Social Democrata          | 1 098  | 13,67 / 100,00  | 1,31  |
|                         | Centro Democrático e Social       | 376    | 4,68 / 100,00   | 0,89  |
|                         | Partido Socialista Revolucionário | 97     | 1,21 / 100,00   | 0,30  |
|                         | União Democrática Popular         | 92     | 1,15 / 100,00   | 0,39  |
|                         | Outros                            | 136    | 1,69 / 100,00   |       |
| Votos Inválidos         | Votos Inválidos                   | 199    | 2,48 / 100,00   | 0,86  |
| Total                   | Total                             | 8 030  | 100,00 / 100,00 |       |
| Eleitorado/Participação | Eleitorado/Participação           | 10 690 | 75,12 / 100,00  | 2,55  |

### Constância
| Partido                 | Partido                           | Votos | %               | +/-   |
| ----------------------- | --------------------------------- | ----- | --------------- | ----- |
|                         | Partido Renovador Democrático     | 753   | 30,94 / 100,00  | Novo  |
|                         | Partido Socialista                | 635   | 26,09 / 100,00  | 26,35 |
|                         | Partido Social Democrata          | 440   | 18,08 / 100,00  | 4,15  |
|                         | Aliança Povo Unido                | 335   | 13,76 / 100,00  | 5,02  |
|                         | Centro Democrático e Social       | 85    | 3,49 / 100,00   | 3,00  |
|                         | União Democrática Popular         | 38    | 1,56 / 100,00   | 0,48  |
|                         | Partido Socialista Revolucionário | 30    | 1,23 / 100,00   | 0,49  |
|                         | Outros                            | 46    | 1,89 / 100,00   |       |
| Votos Inválidos         | Votos Inválidos                   | 72    | 2,95 / 100,00   | 0,51  |
| Total                   | Total                             | 2 434 | 100,00 / 100,00 |       |
| Eleitorado/Participação | Eleitorado/Participação           | 3 143 | 77,44 / 100,00  | 0,68  |

### Coruche
| Partido                 | Partido                           | Votos  | %               | +/-   |
| ----------------------- | --------------------------------- | ------ | --------------- | ----- |
|                         | Aliança Povo Unido                | 6 203  | 38,95 / 100,00  | 7,53  |
|                         | Partido Renovador Democrático     | 3 378  | 21,21 / 100,00  | Novo  |
|                         | Partido Social Democrata          | 2 686  | 16,87 / 100,00  | 0,35  |
|                         | Partido Socialista                | 2 101  | 13,19 / 100,00  | 11,55 |
|                         | Centro Democrático e Social       | 673    | 4,23 / 100,00   | 1,40  |
|                         | Partido Socialista Revolucionário | 176    | 1,11 / 100,00   | 0,31  |
|                         | União Democrática Popular         | 166    | 1,04 / 100,00   | 0,55  |
|                         | Outros                            | 228    | 1,44 / 100,00   |       |
| Votos Inválidos         | Votos Inválidos                   | 315    | 1,97 / 100,00   | 0,74  |
| Total                   | Total                             | 15 926 | 100,00 / 100,00 |       |
| Eleitorado/Participação | Eleitorado/Participação           | 20 890 | 76,24 / 100,00  | 1,94  |

### Entroncamento
| Partido                 | Partido                       | Votos  | %               | +/-   |
| ----------------------- | ----------------------------- | ------ | --------------- | ----- |
|                         | Partido Renovador Democrático | 2 594  | 31,84 / 100,00  | Novo  |
|                         | Partido Social Democrata      | 1 797  | 22,05 / 100,00  | 1,39  |
|                         | Partido Socialista            | 1 778  | 21,82 / 100,00  | 25,95 |
|                         | Aliança Povo Unido            | 1 154  | 14,16 / 100,00  | 5,01  |
|                         | Centro Democrático e Social   | 415    | 5,09 / 100,00   | 1,43  |
|                         | União Democrática Popular     | 128    | 1,57 / 100,00   | 0,18  |
|                         | Outros                        | 122    | 1,50 / 100,00   |       |
| Votos Inválidos         | Votos Inválidos               | 160    | 1,97 / 100,00   | 0,34  |
| Total                   | Total                         | 8 148  | 100,00 / 100,00 |       |
| Eleitorado/Participação | Eleitorado/Participação       | 10 036 | 81,19 / 100,00  | 1,82  |

### Ferreira do Zêzere
| Partido                 | Partido                       | Votos | %               | +/-   |
| ----------------------- | ----------------------------- | ----- | --------------- | ----- |
|                         | Partido Social Democrata      | 3 139 | 49,02 / 100,00  | 3,86  |
|                         | Partido Socialista            | 928   | 14,49 / 100,00  | 11,62 |
|                         | Partido Renovador Democrático | 869   | 13,57 / 100,00  | Novo  |
|                         | Centro Democrático e Social   | 822   | 12,84 / 100,00  | 3,57  |
|                         | Aliança Povo Unido            | 178   | 2,78 / 100,00   | 0,56  |
|                         | Partido da Democracia Cristã  | 95    | 1,48 / 100,00   | 0,23  |
|                         | Outros                        | 148   | 2,32 / 100,00   |       |
| Votos Inválidos         | Votos Inválidos               | 224   | 3,49 / 100,00   | 0,80  |
| Total                   | Total                         | 6 403 | 100,00 / 100,00 |       |
| Eleitorado/Participação | Eleitorado/Participação       | 9 186 | 69,70 / 100,00  | 3,51  |

### Golegã
| Partido                 | Partido                       | Votos | %               | +/-   |
| ----------------------- | ----------------------------- | ----- | --------------- | ----- |
|                         | Partido Renovador Democrático | 1 255 | 32,74 / 100,00  | Novo  |
|                         | Aliança Povo Unido            | 1 004 | 26,19 / 100,00  | 9,98  |
|                         | Partido Social Democrata      | 667   | 17,40 / 100,00  | 2,23  |
|                         | Partido Socialista            | 522   | 13,62 / 100,00  | 20,50 |
|                         | Centro Democrático e Social   | 195   | 5,09 / 100,00   | 1,97  |
|                         | União Democrática Popular     | 45    | 1,17 / 100,00   | 0,58  |
|                         | Outros                        | 81    | 2,11 / 100,00   |       |
| Votos Inválidos         | Votos Inválidos               | 64    | 1,67 / 100,00   | 1,98  |
| Total                   | Total                         | 3 833 | 100,00 / 100,00 |       |
| Eleitorado/Participação | Eleitorado/Participação       | 4 641 | 82,59 / 100,00  | 0,03  |

### Mação
| Partido                 | Partido                       | Votos  | %               | +/-   |
| ----------------------- | ----------------------------- | ------ | --------------- | ----- |
|                         | Partido Social Democrata      | 3 315  | 42,72 / 100,00  | 2,22  |
|                         | Partido Socialista            | 1 410  | 18,17 / 100,00  | 13,13 |
|                         | Partido Renovador Democrático | 1 215  | 15,66 / 100,00  | Novo  |
|                         | Centro Democrático e Social   | 879    | 11,33 / 100,00  | 2,12  |
|                         | Aliança Povo Unido            | 383    | 4,94 / 100,00   | 1,56  |
|                         | União Democrática Popular     | 85     | 1,10 / 100,00   | 0,14  |
|                         | Outros                        | 223    | 2,87 / 100,00   |       |
| Votos Inválidos         | Votos Inválidos               | 249    | 3,21 / 100,00   | 0,66  |
| Total                   | Total                         | 7 759  | 100,00 / 100,00 |       |
| Eleitorado/Participação | Eleitorado/Participação       | 10 057 | 77,15 / 100,00  | 0,64  |

### Ourém
| Partido                 | Partido                       | Votos  | %               | +/-  |
| ----------------------- | ----------------------------- | ------ | --------------- | ---- |
|                         | Partido Social Democrata      | 13 295 | 56,14 / 100,00  | 9,32 |
|                         | Centro Democrático e Social   | 4 537  | 19,16 / 100,00  | 7,80 |
|                         | Partido Socialista            | 2 694  | 11,38 / 100,00  | 7,22 |
|                         | Partido Renovador Democrático | 1 684  | 7,11 / 100,00   | Novo |
|                         | Aliança Povo Unido            | 455    | 1,92 / 100,00   | 0,07 |
|                         | Outros                        | 538    | 2,26 / 100,00   |      |
| Votos Inválidos         | Votos Inválidos               | 478    | 2,02 / 100,00   | 0,80 |
| Total                   | Total                         | 23 681 | 100,00 / 100,00 |      |
| Eleitorado/Participação | Eleitorado/Participação       | 31 828 | 74,40 / 100,00  | 1,94 |

### Rio Maior
| Partido                 | Partido                       | Votos  | %               | +/-   |
| ----------------------- | ----------------------------- | ------ | --------------- | ----- |
|                         | Partido Social Democrata      | 5 361  | 44,00 / 100,00  | 8,81  |
|                         | Partido Socialista            | 2 925  | 24,01 / 100,00  | 17,91 |
|                         | Partido Renovador Democrático | 1 689  | 13,86 / 100,00  | Novo  |
|                         | Centro Democrático e Social   | 1 111  | 9,12 / 100,00   | 4,17  |
|                         | Aliança Povo Unido            | 538    | 4,42 / 100,00   | 0,02  |
|                         | Outros                        | 322    | 2,64 / 100,00   |       |
| Votos Inválidos         | Votos Inválidos               | 238    | 1,95 / 100,00   | 0,35  |
| Total                   | Total                         | 12 184 | 100,00 / 100,00 |       |
| Eleitorado/Participação | Eleitorado/Participação       | 16 178 | 75,31 / 100,00  | 2,74  |

### Salvaterra de Magos
| Partido                 | Partido                           | Votos  | %               | +/-   |
| ----------------------- | --------------------------------- | ------ | --------------- | ----- |
|                         | Partido Renovador Democrático     | 3 376  | 32,21 / 100,00  | Novo  |
|                         | Aliança Povo Unido                | 2 378  | 22,69 / 100,00  | 6,83  |
|                         | Partido Socialista                | 2 145  | 20,46 / 100,00  | 26,45 |
|                         | Partido Social Democrata          | 1 690  | 16,12 / 100,00  | 3,04  |
|                         | Centro Democrático e Social       | 250    | 2,39 / 100,00   | 0,81  |
|                         | Partido Socialista Revolucionário | 120    | 1,14 / 100,00   | 0,50  |
|                         | União Democrática Popular         | 115    | 1,10 / 100,00   | 0,23  |
|                         | Outros                            | 174    | 1,66 / 100,00   |       |
| Votos Inválidos         | Votos Inválidos                   | 234    | 2,23 / 100,00   | 1,13  |
| Total                   | Total                             | 10 482 | 100,00 / 100,00 |       |
| Eleitorado/Participação | Eleitorado/Participação           | 14 580 | 71,89 / 100,00  | 0,21  |

### Santarém
| Partido                 | Partido                       | Votos  | %               | +/-   |
| ----------------------- | ----------------------------- | ------ | --------------- | ----- |
|                         | Partido Social Democrata      | 10 787 | 26,81 / 100,00  | 3,13  |
|                         | Partido Renovador Democrático | 10 066 | 25,02 / 100,00  | Novo  |
|                         | Partido Socialista            | 9 065  | 22,53 / 100,00  | 21,54 |
|                         | Aliança Povo Unido            | 5 936  | 14,76 / 100,00  | 2,89  |
|                         | Centro Democrático e Social   | 2 281  | 5,67 / 100,00   | 2,50  |
|                         | Outros                        | 1 200  | 2,98 / 100,00   |       |
| Votos Inválidos         | Votos Inválidos               | 895    | 2,22 / 100,00   | 0,63  |
| Total                   | Total                         | 40 230 | 100,00 / 100,00 |       |
| Eleitorado/Participação | Eleitorado/Participação       | 51 794 | 77,67 / 100,00  | 2,47  |

### Sardoal
| Partido                 | Partido                       | Votos | %               | +/-   |
| ----------------------- | ----------------------------- | ----- | --------------- | ----- |
|                         | Partido Social Democrata      | 772   | 24,30 / 100,00  | 6,15  |
|                         | Partido Renovador Democrático | 727   | 22,88 / 100,00  | Novo  |
|                         | Partido Socialista            | 667   | 20,99 / 100,00  | 24,37 |
|                         | Centro Democrático e Social   | 470   | 14,79 / 100,00  | 4,12  |
|                         | Aliança Povo Unido            | 201   | 6,33 / 100,00   | 1,47  |
|                         | Partido da Democracia Cristã  | 57    | 1,79 / 100,00   | 0,56  |
|                         | União Democrática Popular     | 50    | 1,57 / 100,00   | 0,94  |
|                         | Outros                        | 71    | 2,24 / 100,00   |       |
| Votos Inválidos         | Votos Inválidos               | 162   | 5,10 / 100,00   | 0,29  |
| Total                   | Total                         | 3 177 | 100,00 / 100,00 |       |
| Eleitorado/Participação | Eleitorado/Participação       | 3 990 | 79,62 / 100,00  | 1,50  |

### Tomar
| Partido                 | Partido                       | Votos  | %               | +/-   |
| ----------------------- | ----------------------------- | ------ | --------------- | ----- |
|                         | Partido Social Democrata      | 9 172  | 33,12 / 100,00  | 2,92  |
|                         | Partido Renovador Democrático | 6 730  | 24,30 / 100,00  | Novo  |
|                         | Partido Socialista            | 4 994  | 18,04 / 100,00  | 20,50 |
|                         | Centro Democrático e Social   | 2 954  | 10,67 / 100,00  | 3,36  |
|                         | Aliança Povo Unido            | 2 007  | 7,25 / 100,00   | 1,90  |
|                         | Outros                        | 968    | 3,50 / 100,00   |       |
| Votos Inválidos         | Votos Inválidos               | 865    | 3,12 / 100,00   | 0,92  |
| Total                   | Total                         | 27 690 | 100,00 / 100,00 |       |
| Eleitorado/Participação | Eleitorado/Participação       | 37 269 | 74,30 / 100,00  | 2,71  |

### Torres Novas
| Partido                 | Partido                       | Votos  | %               | +/-   |
| ----------------------- | ----------------------------- | ------ | --------------- | ----- |
|                         | Partido Renovador Democrático | 6 069  | 26,58 / 100,00  | Novo  |
|                         | Partido Social Democrata      | 6 061  | 26,55 / 100,00  | 0,75  |
|                         | Partido Socialista            | 4 134  | 18,11 / 100,00  | 20,09 |
|                         | Aliança Povo Unido            | 3 623  | 15,87 / 100,00  | 4,27  |
|                         | Centro Democrático e Social   | 1 379  | 6,04 / 100,00   | 2,08  |
|                         | União Democrática Popular     | 350    | 1,53 / 100,00   | 0,11  |
|                         | Outros                        | 596    | 2,61 / 100,00   |       |
| Votos Inválidos         | Votos Inválidos               | 618    | 2,71 / 100,00   | 0,67  |
| Total                   | Total                         | 22 830 | 100,00 / 100,00 |       |
| Eleitorado/Participação | Eleitorado/Participação       | 30 240 | 75,50 / 100,00  | 2,08  |

### Vila Nova de Barquinha
| Partido                 | Partido                           | Votos | %               | +/-   |
| ----------------------- | --------------------------------- | ----- | --------------- | ----- |
|                         | Partido Renovador Democrático     | 1 952 | 38,97 / 100,00  | Novo  |
|                         | Partido Socialista                | 933   | 18,63 / 100,00  | 30,78 |
|                         | Partido Social Democrata          | 910   | 18,17 / 100,00  | 0,56  |
|                         | Aliança Povo Unido                | 589   | 11,76 / 100,00  | 6,51  |
|                         | Centro Democrático e Social       | 242   | 4,83 / 100,00   | 2,34  |
|                         | União Democrática Popular         | 123   | 2,46 / 100,00   | 0,88  |
|                         | Partido Socialista Revolucionário | 50    | 1,00 / 100,00   | 0,58  |
|                         | Outros                            | 87    | 1,74 / 100,00   |       |
| Votos Inválidos         | Votos Inválidos                   | 123   | 2,46 / 100,00   | 0,40  |
| Total                   | Total                             | 5 009 | 100,00 / 100,00 |       |
| Eleitorado/Participação | Eleitorado/Participação           | 6 272 | 79,86 / 100,00  | 1,43  |